# Battaglia del crinale di Elsenborn
La battaglia del crinale di Elsenborn fu uno degli scontri più importanti combattuti durante la fase iniziale dell'offensiva delle Ardenne sferrata dall'Esercito Tedesco dal 16 dicembre 1944 sul fronte occidentale, nella seconda guerra mondiale. Nonostante la sorpresa e la chiara inferiorità di forze e mezzi corazzati, le due divisioni americane impegnate nel settore più settentrionale del fronte attaccato, respinsero, durante la prima settimana della battaglia, i ripetuti ed ostinati attacchi del 1º Panzerkorps-SS che tentava di aprirsi un varco per poter avanzare rapidamente, come previsto dai piani, verso la Mosa e Liegi.
Schierati sulla posizione chiave del crinale di Elsenborn, le forze americane, rafforzate dall'arrivo di reparti di rinforzo e dalla presenza di alcune unità di carri armati e tank-destroyers, inflissero pesanti perdite ai reparti delle Waffen-SS e infine le costrinsero a desistere e ad abbandonare i piani iniziali, ottenendo in questo modo un'importante vittoria difensiva e sconvolgendo gli ottimistici progetti dell'Alto comando tedesco.

## Unità

### Stati Uniti
- 1ª Divisione di Fanteria
- 2ª Divisione di Fanteria
- 9ª Divisione di Fanteria
- 99ª Divisione di Fanteria

### Germania
- 12. SS-Panzer-Division "Hitlerjugend"
- 3. Panzergrenadier-Division
- 277. Volksgenadier Division
- 12. Volksgrenadier Division
- 246. Volksgrenadier Division